# 아세틸콜린에스터레이스 억제제

아세틸콜린.

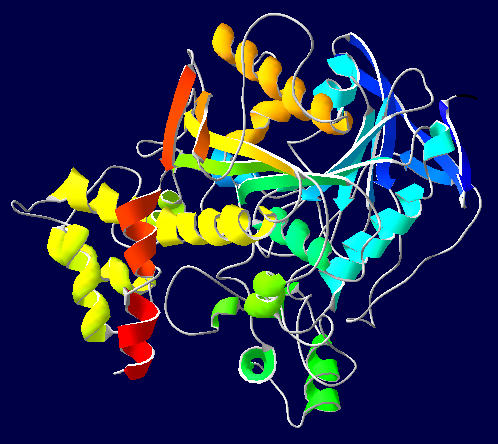
아세틸콜린에스터레이스.

아세틸콜린에스터레이스 억제 과정을 나타낸 그림.

아세틸콜린에스터레이스 억제제(acetylcholinesterase inhibitors, AChEIs, 종종 콜린에스터레이스 억제제)는 신경전달물질인 아세틸콜린을 콜린과 아세트산으로 가수분해시키는 효소인 아세틸콜린에스터레이스를 억제하는 약물이다. 따라서 아세틸콜린의 농도와 작용 시간이 아세틸콜린 수용체가 풍부한 중추신경계, 자율신경절, 신경근 접합부에서 증가한다. 아세틸콜린에스터레이스 억제제는 콜린에스터레이스 억제제의 일종으로, 콜린에스터레이스 억제제는 아세틸콜린에스터레이스 억제제와 부티릴콜린에스터레이스 억제제로 나뉜다. 아세틸콜린에스터레이스는 콜린에스터레이스 효소족의 주요 구성원이다.
아세틸콜린에스테레이스 억제제는 가역적(reversible), 비가역적(irreversible), 준가역적(quasi-irreversible 또는 pseudo-irreversible) 억제제로 분류된다.

## 작용 기전

### 유기인산화합물
피로인산 테트라에틸(TEPP)이나 사린과 같은 유기인산화합물은 신경전달물질인 아세틸콜린을 가수분해시키는 콜린에스터레이스를 억제한다.
콜린에스터레이스의 활성 중심에는 음이온 부위(anionic site)와 에스터 부위(esteraic site)라는 두 개의 중요한 부위가 존재한다. 아세틸콜린이 콜린에스터레이스의 음이온 부위에 결합하면 아세틸콜린의 아세틸기가 에스터 부위에 붙을 수 있게 된다. 에스터 부위에 위치한 주요 아미노산 잔기는 글루탐산, 히스티딘, 세린이다. 이 잔기들이 아세틸콜린의 가수분해를 매개한다.

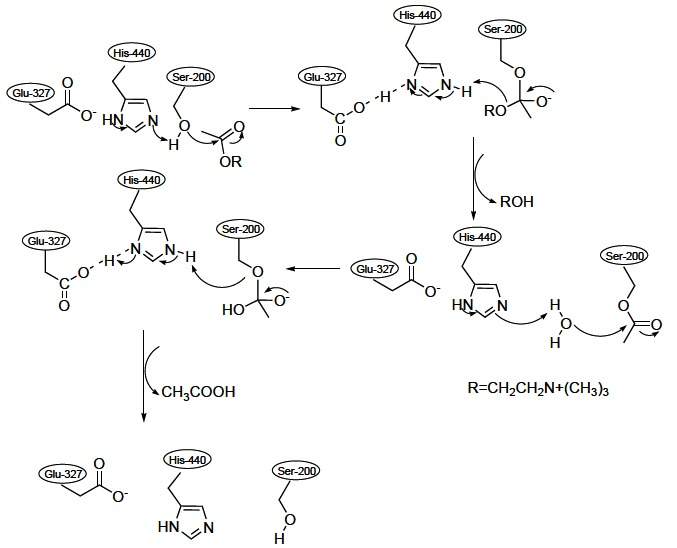
에스터 부위에서 콜린에스터레이스에 의해 촉매되는 아세틸콜린의 가수분해 과정

에스터 부위에서 아세틸콜린은 절단되어 유리된 상태의 콜린 일부와 아세틸화된 콜린에스터레이스가 남게 된다. 아세틸화된 상태의 콜린에스터레이스가 자기 자신을 재생하기 위해서는 가수분해되어야 한다.
TEPP와 같은 억제제는 콜린에스터레이스의 에스터 부위에 위치한 세린 잔기를 변형시킨다.

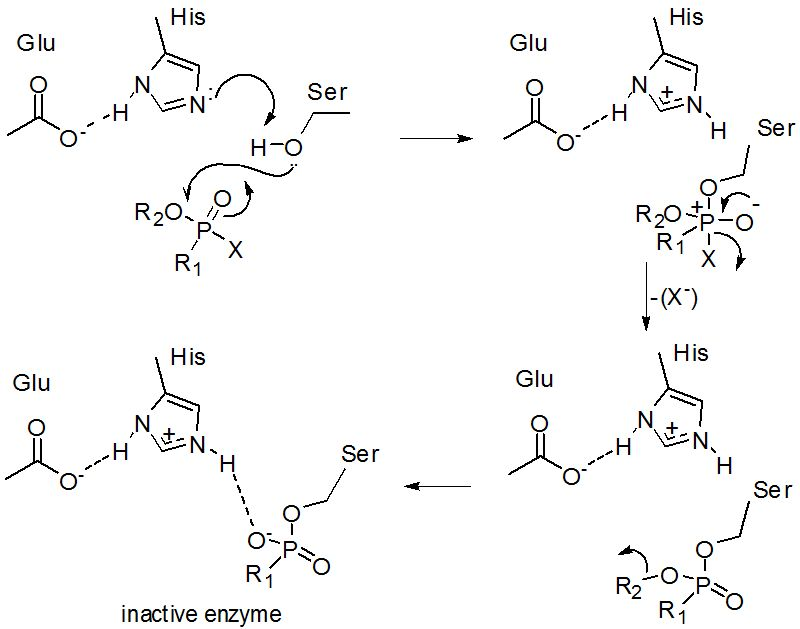
콜린에스터레이스가 억제되는 인산화 기전. 유기인산화합물은 콜린에스터레이스의 에스터 부위에 위치한 세린 잔기에 처음 결합한 후 인산염 분자로 변형된 후 히스티딘 잔기에 결합한다. 이로 인해 에스터 부위가 찬 상태가 되어 콜린에스터레이스의 활성이 억제된다.

인산화로 인해 아세틸콜린의 아세틸기가 콜린에스터레이스의 에스터 부위에 결합하지 못하게 된다. 아세틸기가 콜린에스터레이스에 결합하지 못하면 아세틸콜린이 분해되지 못하게 된다. 따라서 아세틸콜린이 분해되지 않은 채로 남아 시냅스에 쌓이게 된다. 이로 인해 아세틸콜린 수용체가 계속 활성화되고 TEPP 중독의 급성 증상을 유발한다. TEPP(또는 다른 유기인산화합물)에 의한 콜린에스터레이스의 인산화는 비가역적이다. 이 때문에 콜린에스터레이스는 영구적으로 억제된다.
콜린에스터레이스는 다음의 반응식에 따라 비가역적으로 인산화된다.
{\displaystyle {\ce {E + PX <=> E-PX ->[k_3] EP + X}}}
반응식에서 E는 콜린에스터레이스, PX는 TEPP 분자, E-PX가 가역적으로 인산화된 콜린에스터레이스, k3은 두 번째 단계의 반응속도상수, EP는 인산화된 콜린에스터레이스, X는 TEPP의 남은 기(基)이다.
콜린에스터레이스의 비가역적인 인산화는 두 단계에 걸쳐 일어난다. 첫 번째 단계에서 콜린에스터레이스는 가역적으로 인산화되며 매우 반응이 빠르게 일어난다. 그 후 두 번째 단계에서 콜린에스터레이스는 TEPP와 공유 결합하여 매우 안정한 상태의 복합체를 형성한다. 두 번째 단계는 느린 반응이지만 이 단계 후에는 콜린에스터레이스가 비가역적으로 억제된다.
시간에 의존적인 콜린에스터레이스의 비가역적 억제는 다음의 식으로 나타낼 수 있다.
{\displaystyle \ln {\frac {E}{E_{0}}}={\frac {k_{3}t}{1+{\frac {K_{I}}{I}}}}}
이 공식에서 E는 남은 효소의 활성, E0는 초기 효소의 활성, t는 콜린에스터레이스와 TEPP를 섞은 후의 시간 간격, KI는 콜린에스터레이스-TEPP 복합체(E-PX)의 해리상수, I는 TEPP의 농도를 뜻한다.
위의 반응 기전과 공식은 다른 유기인산화합물에서도 동일하며, 반응 과정 역시 똑같이 일어난다.
더 나아가 특정 유기인산화합물은 유기인산 유도 지연성 다발신경병증(organophosphate-induced delayed polyneuropathy, OPIDN)을 일으킬 수 있다. 이 질환은 말초신경계와 중추신경계의 축삭이 퇴행하는 것이 특징이며, 유기인산에 오염된 이후 수 주 후에 발병한다. 신경병증 표적 에스터레이스(neuropathy target esterase, NTE)이 병의 원인인 유기인산화합물에 의해 영향을 받는 것으로 여겨진다. 그러나 TEPP가 OPIDN을 일으키는 유기인산이라는 근거는 없다.

## 활용
아세틸콜린에스터레이스 억제제가 사용되는 곳은 다음과 같다.
- 각종 생물의 독에서 자연적으로 발생하는 경우 (온키달 등)
- 신경독과 같이 무기로 사용되는 경우
- 의료용으로 사용되는 경우
  - 중증 근무력증에서 신경근 간의 신호 전달을 증가시키기 위해 치료 목적으로 사용하는 경우
  - 녹내장 치료
  - 기립성 빈맥 증후군 치료
  - 항콜린제 중독에 대한 해독제
  - 비탈분극성 근이완제의 효과를 반전시키기 위한 목적
  - 알츠하이머병 같은 질병의 신경정신적 증상(특히 무감정)을 치료하기 위한 목적
  - 렘수면을 연장시켜 자각몽 발생 확률을 올리기 위한 목적[10]
  - 루이체 치매나 파킨슨병, 알츠하이머병 치료 목적. 이러한 신경퇴행성질환에서 AChEI는 주로 치매의 인지적 증상(대부분 기억과 학습 기능 장애)을 치료하기 위해 사용된다. 이러한 증상들은 중추신경계에 작용하는 아세틸콜린의 기능이 줄어드는 것이 원인이 된다. AChEI가 파킨슨병에서 정신적 증상(특히 환시)을 완화시킬 수 있다고 주장하는 근거들도 있다.[11]
  - 조현병이 있는 환자의 인지장애를 치료하는 목적. 양성 증후, 음성 증후, 기분장애를 치료하는 데에 AChEI가 효능이 있다는 근거들이 있다.[12][13][14]
  - 자폐를 치료하고 자폐가 있는 아동에서 렘수면 비율을 늘리기 위한 목적. 이때는 자각몽을 유발시킬 때와 똑같은 과정이 일어난다.[15][16]
- 살충제로 사용되는 경우 (말라티온 등)

## 부작용
| - 설사 - 두통 - 불면증 - 구역질 - 구토 | - 복통 - 식욕 부진 - 황달 (피부가 노래짐) - 어지럼증 - 서맥 (심박 느려짐) - 체중 감소 - 쇠약 |

콜린에스터레이스 억제제의 주된 효과는 다음과 같다.
- 부교감신경계에 작용하여 서맥, 저혈압, 과다분비, 기관지수축, 위장관계의 운동성 과다(설사), 안압 감소, 아래식도조임근의 근긴장도 증가 등을 일으킬 수 있다.
- 콜린성 위기.
- 신경근 접합부에 작용하며 근수축 시간을 늘릴 수 있다.[19]
- 네오스티그민이 수술 이후의 구역질이나 구토에 미치는 효과에는 논쟁이 있으며 명확한 연결고리가 있지는 않지만, 항콜린제를 처방했을 때 그 위험이 감소한다는 근거는 존재한다.[20]

요폐 환자에서 가역적 콜린에스터레이스 억제제를 복용하는 것은 금기시된다.

### 과다 복용
- 니코틴성 아세틸콜린 수용체, 무스카린성 아세틸콜린 수용체의 과도한 자극을 일으킬 수 있다.[4]

## 목록

### 가역적 억제제
콜린에스터레이스의 가역적 억제제로 작용하는 물질들은 대부분 치료 목적으로 사용되며 다음과 같은 물질들이 있다.
- 아래의 다른 문단에 포함되지 않은 일부 유기인산화합물
- 카바메이트
  - 피소스티그민
  - 네오스티그민
  - 피리도스티그민
  - 암베노니움
  - 데메카리움
  - 리바스티그민
- 페난트렌 유도체
  - 갈란타민
- 카페인 – 아세틸콜린에스터레이스 비경쟁적 저해제이자 아데노신 수용체 길항제[21]
- 로스마린산 – 카페산의 에스터. 꿀풀과(Lamiaceae)에 속하는 식물 종에서 발견된다.[22]
- 알파 피넨 – 비경쟁적, 가역적 억제제[23][24]
- 피페리딘
  - 도네페질
- 타크린(테트라하이드로아미노아크리딘, THA')
- 에드로포니움
- 휴페르진 A[25][26]
- 라도스티길
- 은제레마인[27]
- 락토쿠피크린
- 아코티아마이드

#### 비교 표
| 억제제                        | 작용 시간        | 주된 작용 부위         | 임상적 사용                                                           | 부작용        |
| ----------------------------- | ---------------- | ---------------------- | --------------------------------------------------------------------- | ------------- |
| 에드로포니움                  | 짧음 (10분)      | 신경근 접합부          | 중증 근무력증의 진단                                                  |               |
| 네오스티그민                  | 중간 (1–2시간)   | 신경근 접합부          | - 가역적인 신경근 차단 (정맥 주사) - 중증 근무력증의 치료 (경구 투여) | 내장          |
| 피소스티그민                  | 중간 (0.5–5시간) | 신경절 이후 부교감신경 | 녹내장 치료 (안약)                                                    |               |
| 피리도스티그민                | 중간 (2–3시간)   | 신경근 접합부          | - 중증 근무력증 치료 (경구 투여)                                      |               |
| 다이아이소프로필 플루오로인산 | 긺               | 신경절 이후 부교감신경 | 역사적으로 녹내장 치료에 이용 (안약)                                  | 독성          |
| 에코티오페이트 (비가역적)     | 긺               | 신경절 이후 부교감신경 | 녹내장 치료 (안약)                                                    | 전신성 부작용 |
| 파라티온 (비가역적)           | 긺               | -                      | 독성                                                                  |               |

### 준가역적 억제제
콜린에스터레이스에 대한 준가역적 억제제로 작용하는 물질들은 농약, 화학무기로 사용되는 경우가 많다.
- 유기인산화합물
  - 에코티오페이트
  - 다이아이소프로필 플루오로인산
  - 클로피리포스
  - 사이클로사린
  - 다이클로르보스
  - 다이메토에이트
  - 메트리포네이트 (비가역적)
  - 사린
  - 소만
  - 타분
  - VX
  - VE
  - VG
  - VM
  - 다이아지논
  - 말라티온
  - 파라티온
- 카바메이트
  - 알디카브
  - 벤디오카브
  - 카바릴
  - 카벤다짐
  - 카보푸란
  - 카보설판
  - 에티오펜카브
  - 포메타네이트
  - 메티오카브
  - 메토밀
  - 옥사밀
  - 피리미카브
  - 프로파모카브
  - 프로폭술
- 비정형(atypical) 억제제
  - 온키달
  - 쿠머린

## 같이 보기
- 농약 중독